# Atsuhiko Mori
Atsuhiko Mori (jap. 森 敦彦 Mori Atsuhiko; ur. 31 maja 1979) – japoński piłkarz występujący na pozycji bramkarza.

## Kariera klubowa
Od 1991 do 1997 roku występował w klubach Yokohama Flügels i Consadole Sapporo.